# 1809
1809 (MDCCCIX) byl rok, který dle gregoriánského kalendáře započal nedělí.

## Události
- 16. ledna – Francouzská armáda zvítězila nad armádou Spojeného království v bitvě u La Coruñi.
- 4. března – Čtvrtým americkým prezidentem se stal James Madison.
- 13. března – Při státním převratu byl sesazen švédský král Gustav IV. Adolf.
- 21.–22. dubna – Francouzská armáda zvítězila nad rakouskou v bitvě u Eggmühlu.
- 21.–22. května – Rakouská armáda zvítězila nad francouzskou v bitvě u Aspern a Esslingu.
- 6. června – Na švédský trůn nastoupil Karel XIII.
- 5.–6. července – Francouzská armáda zvítězila nad rakouskou v bitvě u Wagramu.
- 10.–11. července – Rakouská a francouzská armáda se střetly v bitvě u Znojma.
- 27.–28. července – Anglo-portugalská a španělská armáda se střetla s francouzskou armádou v bitvě u Talavery.
- 16. srpna – V Berlíně byla založena Humboldtova univerzita.
- 17. září – Rusko a Švédsko uzavřeli Fredrikshamnský mír, kterým Švédsko ztratilo území dnešního Finska. Skončila Finská válka a vzniklo Finské velkoknížectví.
- 8. října – Klemens Wenzel von Metternich se stal rakouským ministrem zahraničí.

### Probíhající události
- 1803–1815 – Napoleonské války
- 1804–1813 – Rusko-perská válka
- 1804–1813 – První srbské povstání
- 1806–1812 – Rusko-turecká válka
- 1806–1814 – Kontinentální blokáda
- 1808–1809 – Finská válka
- 1808–1814 – Španělská válka za nezávislost
- 1809–1810 – Mauricijské tažení

## Vědy a umění
- Napoleon Bonaparte udělil cenu 12 000 franků Nicolasi Appertovi za vhodný způsob konzervace potravin, který zlepšil zásobování napoleonských armád.
- Francouzský přírodovědec Georges Cuvier popsal rod Pterodactylus.
- Francouzský přírodovědec Jean-Baptiste Lamarck vydal Filozofii zoologickou (Philosophie zoologique), ve které nastínil základy evoluční teorie.
- Francouzský farmaceut Louis Nicolas Vauquelin poprvé izoloval surový nikotin.
- Filolog Josef Dobrovský vydal v Praze Zevrubnou mluvnici českého jazyka, v níž položil gramatické základy novodobé spisovné češtiny.[1]

## Narození

### Česko
- 1. ledna – František Josef Görner, arciděkan v Horní Polici († 24. října 1883)
- 22. února – Petr Matěj Fischer, mecenáš a smíchovský starosta († 24. května 1892)
- 10. dubna – Wilhelm Horn, malíř a fotograf († 15. října 1891)
- 20. dubna – František Plaček, právník a politik († 2. září 1888)
- 5. května – Matěj Havelka, právník, politik a básník († 19. června 1892)
- 7. května – Josef Vilém z Löschneru, lékař, rektor Univerzity Karlovy († 19. dubna 1888)
- 13. června – František Antonín II. z Thun-Hohenštejna, šlechtic, podporovatel umění a politik († 22. listopadu 1870)
- 18. července – Vojtěch Hřímalý starší, varhaník a hudební skladatel († 26. října 1880)
- 12. září – Franz Stangler, statkář a politik německé národnosti († 21. září 1893)
- 2. října – Antonín Emil Titl, kapelník a hudební skladatel († 21. ledna 1882)
- 22. října – August Corda, mykolog a fytopaleontolog († září 1849)
- 30. října – Moric Fialka, důstojník v rakouské armádě, novinář a překladatel († 13. června 1869)
- 23. listopadu – Vincenc Mastný, podnikatel a politik († 14. března 1873)
- ? – Karel Daniel Gangloff, lesník a vynálezce († 1879)

### Svět

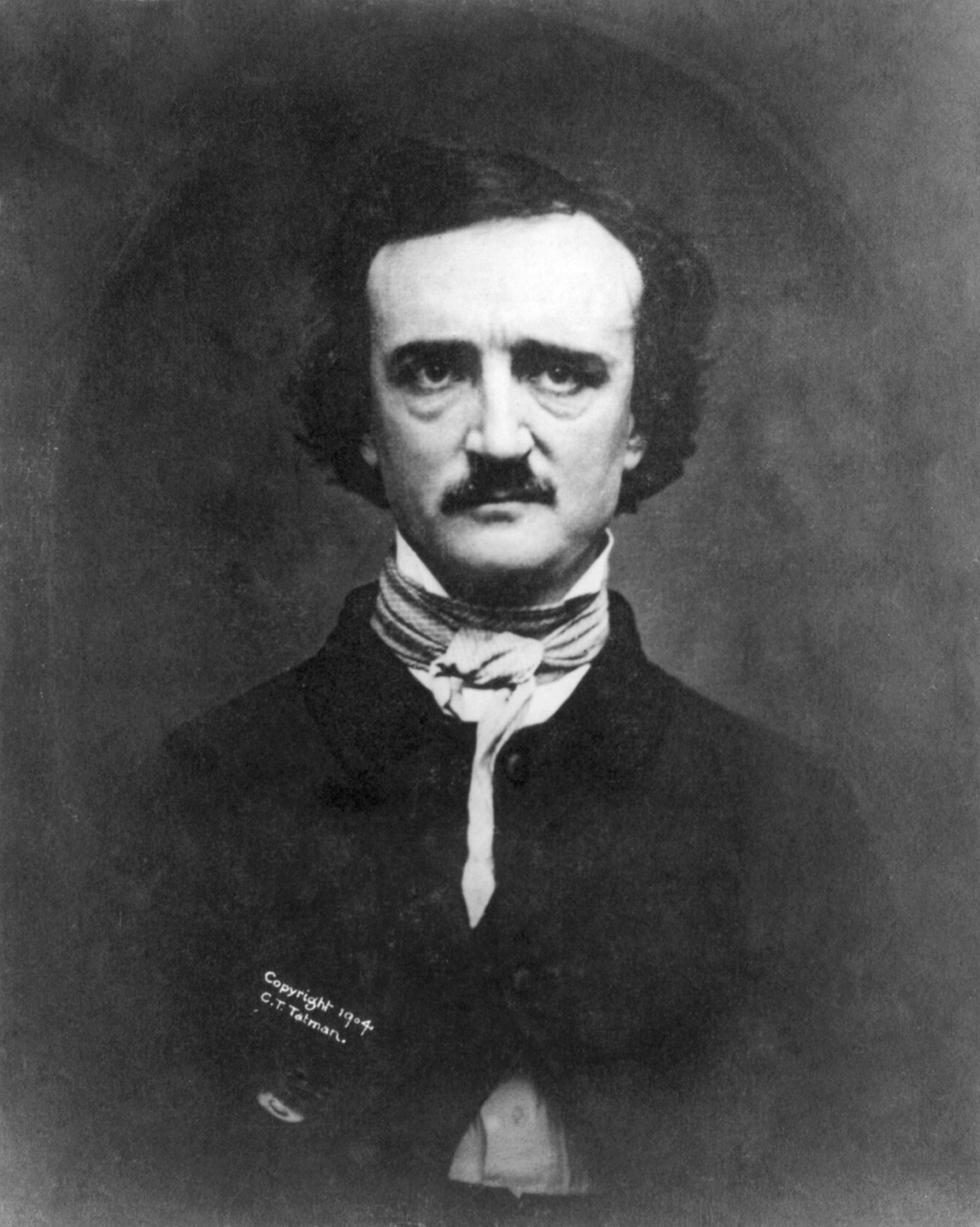
Edgar Allan Poe (* 19. ledna)

Felix Mendelssohn-Bartholdy (* 3. února)

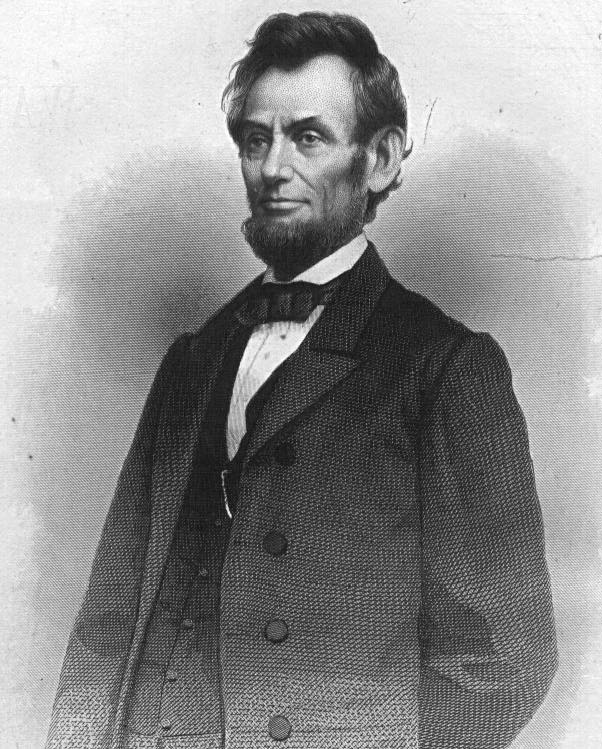
Abraham Lincoln (* 12. února)

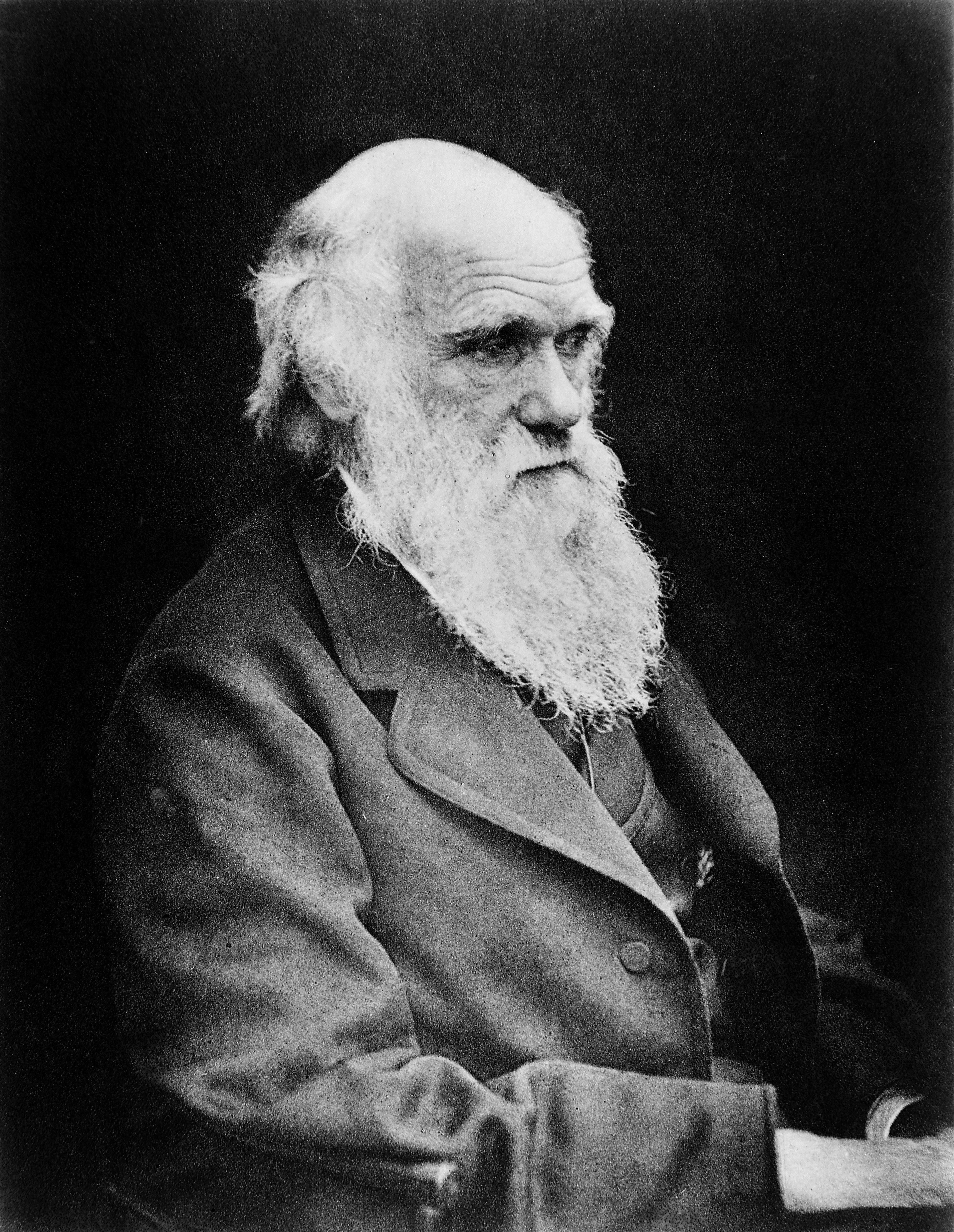
Charles Darwin (* 12. února)

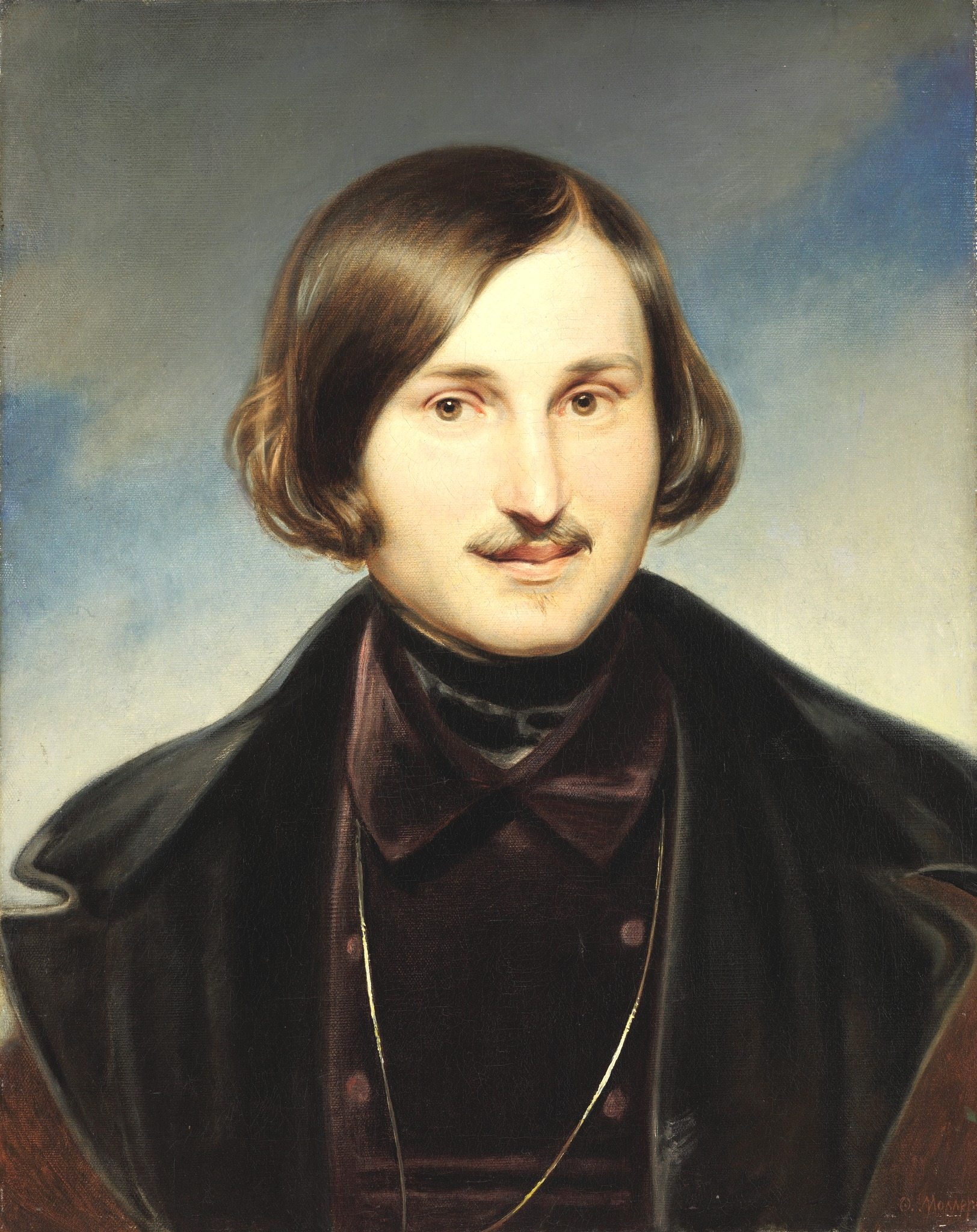
Nikolaj Vasiljevič Gogol (* 1. dubna)

- 1. ledna – Achille Guénée, francouzský advokát a entomolog († 30. prosince 1880)
- 4. ledna – Louis Braille, francouzský vynálezce, učitel nevidomých († 6. ledna 1852)
- 6. ledna – Oto Petzval, uherský matematik († 28. srpna 1883)
- 11. ledna – Cesare Mattei, italský léčitel 19. století († 3. dubna 1896)
- 13. ledna – Friedrich Ferdinand von Beust, saský a rakouský politik († 23. října 1886)
- 15. ledna – Pierre-Joseph Proudhon, raně socialistický myslitel († 19. ledna 1865)
- 19. ledna – Edgar Allan Poe, americký spisovatel († 7. října 1849)
- 3. února – Felix Mendelssohn-Bartholdy, německý hudební skladatel († 4. listopadu 1847)
- 12. února
  - Charles Darwin, anglický přírodovědec († 19. dubna 1882)
  - Abraham Lincoln, prezident USA († 15. dubna 1865)
- 21. února – Teofil Kwiatkowski, polský malíř († 14. srpna 1891)
- 3. března – Joseph John Ruston, britský konstruktér a podnikatel působící v Čechách († 2. března 1895)
- 15. března – Joseph J. Roberts, první prezident svobodného afrického státu Libérie († 24. února 1876)
- 19. března – Fredrik Pacius, finsko-německý hudební skladatel († 8. ledna 1891)
- 23. března – Hippolyte Flandrin, francouzský malíř († 21. března 1864)
- 24. března
  - Joseph Liouville, francouzský matematik († 8. září 1882)
  - Mariano José de Larra, španělský romantický prozaik († 13. února 1837)
- 27. března – Baron Haussmann, francouzský městský architekt a pařížský prefekt († 11. ledna 1891)
- 1. dubna – Nikolaj Vasiljevič Gogol, ruský spisovatel († 4. března 1852)
- 6. dubna – Bedřich Schwarzenberg, arcibiskup v Salcburku a v Praze († 27. března 1885)
- 15. dubna – Hermann Grassmann, německý matematik a fyzik († 26. září 1877)
- 23. dubna – Karel Hesenský, německý šlechtic a hesenský princ († 20. dubna 1877)
- 15. června – Alexander Moody-Stuart, skotský teolog (31. července 1898)
- 6. července – Alexandre-François Debain, francouzský výrobce hudebních nástrojů († 3. prosince 1877)
- 8. července – Ljudevit Gaj, chorvatský politik a spisovatel († 20. dubna 1879)
- 13. července – John Plumbe, fotograf a železniční stavitel († 28. května 1857)
- 20. července – Adolf von Tschabuschnigg, předlitavský spisovatel, ministr spravedlnosti, ministr kultu a vyučování († 1. listopadu 1877)
- 1. srpna – William Travis, plukovník texaské armády v období Texaské revoluce († 6. března 1836)
- 6. srpna – Alfred Tennyson, anglický básník († 6. října 1892)
- 27. srpna
  - Hannibal Hamlin, 15. viceprezident USA († 4. července 1891)
  - Heman A. Moore, americký politik († 3. dubna 1844)
- 4. září
  - Luigi Federico Menabrea, italský inženýr, matematik, generál, politik a diplomat († 24. května 1896)
  - Juliusz Słowacki, polský dramatik, básník a filozof († 3. dubna 1849)
- 6. září – Bruno Bauer, německý teolog, filozof a historik († 13. dubna 1882)
- 27. září – François Jules Pictet, švýcarský zoolog a paleontolog († 15. března 1872)
- 3. října – Thomas Martin Easterly, americký fotograf († 12. března 1882)
- 7. října
  - Elijah Williams, anglický šachový mistr († 8. září 1854)
  - Johann Heinrich Blasius, německý ornitolog († 26. května 1870)
- 9. října – Adolphe Franck, francouzský filozof († 11. dubna 1893)
- 15. října
  - Chačatur Abovjan, arménský spisovatel a národní buditel († 14. dubna 1848)
  - Alexej Vasiljevič Kolcov, ruský romantický básník († 10. listopadu 1842)
- 19. října – Eduard Isaac Asser, nizozemský průkopník fotografie († 21. září 1894)
- 27. října – Petr Donders, nizozemský misionář v Surinamu († 14. ledna 1886)
- 17. listopadu – Elizabeth Eastlake, britská historička umění a kreslířka († 2. října 1893)
- 29. listopadu – Gabriel Ferry, francouzský spisovatel († 5. ledna 1852)
- 29. prosince
  - Albert Pike, americký právník, spisovatel a voják († 2. dubna 1891)
  - William Gladstone, britský premiér († 19. května 1898)
- ? – Robert Cornelius, americký průkopník fotografie († 1893)
- ? – Hugh Welch Diamond, průkopník britské psychiatrie a fotograf († 21. června 1886)
- ? – Evan James, velšský tkadlec a básník († 30. září 1878)
- ? – Hugh Alexander Kennedy, anglický šachový mistr († 22. října 1878)
- ? – Abdul Kerim, osmanský maršál († 1883)

## Úmrtí

### Česko
- 6. ledna – Jaroslav Schaller, piaristický kněz, historik a topograf (* 6. března 1738)
- 12. března – Dominik Oesterreicher, pozdně barokní malíř (* 2. srpna 1750)
- 26. července – Leopold I. Berchtold, cestovatel a filantrop (* 19. července 1759)
- 14. září – Jan Karásek, vůdce loupežnické bandy (* 1764)
- 2. prosince – František Faustin Procházka, kněz, spisovatel a knihovník (* 13. ledna 1749)
- ? – Anton Suske, sochař a dřevořezbář (* 1741)

### Svět

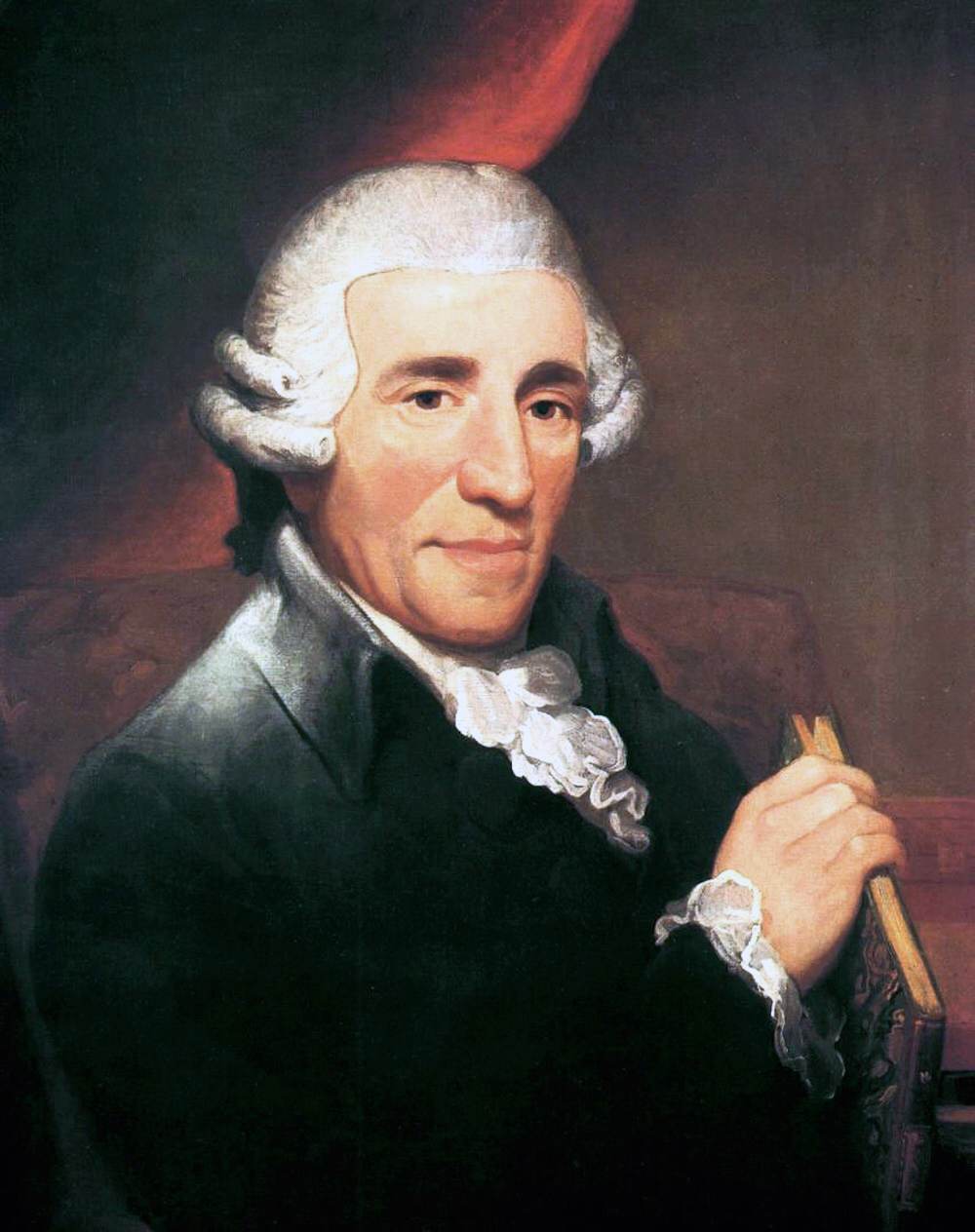
Joseph Haydn († 31. května)

- 16. ledna – John Moore, britský generál (* 13. listopadu 1761)
- 23. února – Dirk van der Aa, nizozemský malíř (* 1731)
- 1. března – Marie Leopoldina ze Šternberka, kněžna z Lichtenštejna (* 11. prosince 1733)
- 7. března
  - Jean-Pierre Blanchard, francouzský průkopník balonové vzduchoplavby (* 4. července 1753)
  - Johann Georg Albrechtsberger, rakouský skladatel (* 3. února 1736)
- 25. března – Anna Sewardová, anglická spisovatelka (* 12. prosince 1747)
- 27. března – Joseph-Marie Vien, francouzský malíř (* 18. června 1716)
- 17. května – Leopold Auenbrugger, rakouský fyzik (* 19. listopadu 1722)
- 31. května
  - Joseph Haydn, rakouský skladatel (* 31. března 1732)
  - Jean Lannes, francouzský maršál (* 10. dubna 1769)
  - Stevan Sinđelić, srbský vojvoda (* 1771)
- 4. června – Nicolai Abraham Abildgaard, dánský malíř (* 11. září 1743)
- 8. června – Thomas Paine, americký spisovatel (* 29. ledna 1737)
- 21. června – Peter von Vécsey, rakouský generál (* 13. června 1768)
- 6. července
  - Antoine Lasalle, francouzský generál (* 10. května 1775)
  - Joseph Armand von Nordmann, rakouský podmaršálek (* 31. srpna 1759)
- 7. července – Constantin d'Aspre von Hoobreuck, rakouský podmaršálek (* 1767)
- 22. července – Jean Senebier, švýcarský pastor a přírodovědec (* 6. května 1742)
- 2. září – Karel Ambrož Rakouský-Este, arcivévoda rakouský, arcibiskup ostřihomský (* 2. listopadu 1785)
- 9. září – August Ludwig von Schlözer, německý historik (* 5. července 1735)
- 13. září – Traugott Bartelmus, slezský luteránský duchovní (* 25. prosince 1735)
- 11. října – Meriwether Lewis, americký cestovatel, voják a politik (* 18. srpna 1774)
- 30. října 1738 – William Cavendish-Bentinck, britský státník (* 14. dubna)
- 14. listopadu – Andrej Kralovanský, slovenský pedagog, literární pracovník, přírodovědec a entomolog (* 27. prosince 1759)
- 31. prosince – Franz Ignaz Beck, německý skladatel (* 1734)

## Hlavy států

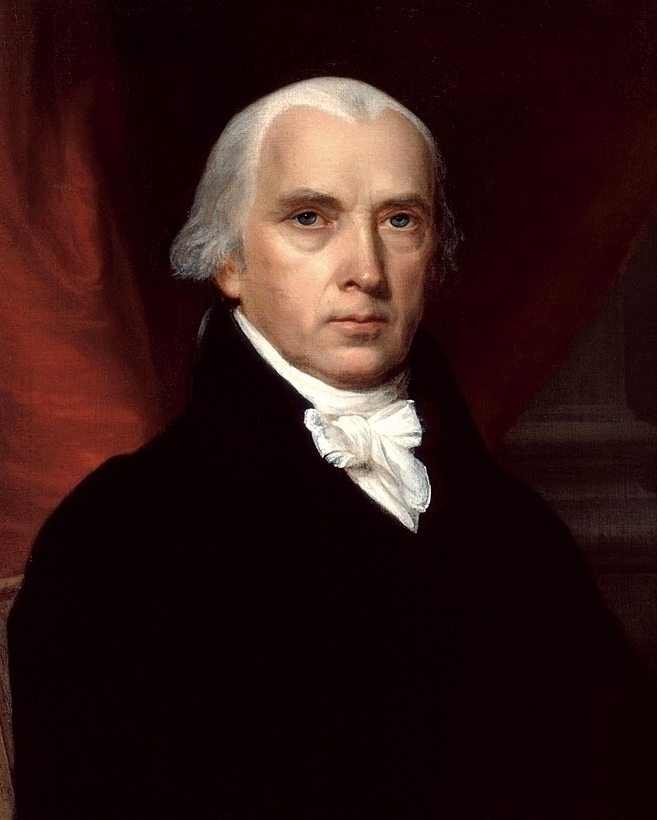
Americkým prezidentem se stal James Madison

- Francie – Napoleon Bonaparte (1799–1814)
- Osmanská říše – Mahmut II. (1808–1839)
- Prusko – Fridrich Vilém III. (1797–1840)
- Rakouské císařství – František I. (1792–1835)
- Rusko – Alexandr I. (1801–1825)
- Spojené království – Jiří III. (1760–1820)
- Španělsko – Josef Bonaparte (1808–1813)
- Švédsko – Gustav IV. Adolf (1792–1809) do 29. března / Karel XIII. (1809–1818) od 6. června
- USA – Thomas Jefferson (1801–1809) do 3. března / James Madison (1809–1817) od 4. března
- Papež – Pius VII. (1800–1823)
- Japonsko – Kókaku (1780–1817)